# إيما أورتشي
البارونة إيما ماجدولنا روزاليا ماريا جوزيفا بوربلا «إيموسكا» أوركزي دي أورتشي (بالإنجليزية: Emma Orczy) (23 سبتمبر 1865 - 12 نوفمبر 1947) كانت روائية بريطانية هنغارية مولد وكاتبة مسرحية. اشتهرت بسلسلتها من الروايات التي تحمل اسم Scarlet Pimpernel، الشخصية البديلة للسير بيرسي بلاكينى، الرجل الأنيق الإنجليزي الثري الذي يتحول إلى الفنان الهارب سريع التفكير من أجل إنقاذ الملكية الفرنسية المشؤومة من «مدام جولتين» خلال الثورة الفرنسية، وإنشاء «بطل مع هوية سرية» في الثقافة الشعبية.
افتتحت The Scarlet Pimpernel في مسارح وست اند في لندن في 5 يناير 1905، وأصبح المفضل لدى الجماهير البريطانية. تم عرض بعض لوحات أورتشي في الأكاديمية الملكية في لندن. خلال الحرب العالمية الأولى، شكلت رابطة نساء إنجلترا الخدمية النشطة، وهي منظمة غير رسمية تهدف إلى تشجيع النساء على إقناع الرجال بالتطوع للخدمة النشطة في القوات المسلحة..

## حياتها المبكرة
إيموسكا أورتشي ولدت في تارنوز، مقاطعة هفش، المجر، وكانت ابنة الملحن البارون فيليكس أورتشي دي أورسي (1835-1892) والكونتيسة إيما فاس دي سينتيجيد إيت سيجي (1839–1892). كان جدها، البارون لازلو أورسي (1787-1880) مستشارًا ملكيًا، وفارسًا من نظام صقلية للقديس جورج، كانت جدتها هي البارونة ماجدولنا مولر (1811-1879). كان أجدادها هما الكونت سامويل فاس دي سينتيجيد إيت سيج (1815-1879) عضو البرلمان الهنغاري، وروزاليا إبيرجيسي دي كاروليفيجيرفار (1814-1884).
غادر والدا إيما ممتلكاتهما إلى بودابست في عام 1868، خوفًا من تهديد الثورة الفلاحين. لقد عاشوا في بودابست وبروكسل وباريس حيث درست إيما الموسيقى دون جدوى. أخيرًا في عام 1880، انتقلت إيما البالغة من العمر 14 عامًا وعائلتها إلى لندن، إنجلترا حيث أقاموا مع المواطن من بلدهم فرانسيس بيشلر، في 162 شارع جريت بورتلاند. التحق أورزي بمدرسة ويست لندن للفنون ثم مدرسة هيذرلي للفنون الجميلة.
رغم أنها لم تكن متجهة إلى أن تكون رسامة، إلا أنها التقت في مدرسة للفنون بالرسام الشاب المدعو هنري جورج مونتاجو ماكلين بارستو، نجل رجل دين إنجليزي؛ تزوجا في كنيسة مار ماريلبون في 7 نوفمبر 1894. لقد كانت بداية زواج بهيج وسعيد، وصفته بأنه «على مدى نصف قرن من الزمان، من أفضل السعادة الكاملة والتفاهم للصداقة المثالية والتواصل الفكري».

## مهنة الكتابة
كان لديهم القليل من المال وبدأت أورتشي في العمل مع زوجها كمترجمة ومصورة لتسانده في أرباحه المنخفضة. ولد جون مونتاج أورسي بارستو، طفلهما الوحيد في 25 فبراير 1899. بدأت الكتابة بعد وقت قصير من ولادته ولكن روايتها الأولى شمعدانات الإمبراطور (1899) كانت فاشلة. ومع ذلك، وجدت القليل من المتابعين مع سلسلة من قصص المتحرين في المجلة الملكية. روايتها التالية في عهد ماري (1901) أبلت بشكل أفضل.
في عام 1903، كتبت هي وزوجها مسرحية تستند إلى واحدة من قصصها القصيرة عن الأرستقراطي الإنجليزي، السير بيرسي بلاكيني بارتي، الذي أنقذ الأرستقراطيين الفرنسيين من الثورة الفرنسية:The Scarlet Pimpernel. قدمت روايتها للقصة تحت نفس العنوان إلى 12 ناشراً. أثناء انتظار قرارات هؤلاء الناشرين، قبل فريد تيري وجوليا نيلسون المسرحية الخاصة بالإنتاج في ويست إند بلندن. في البداية اجتذبت جمهوراً صغيراً لكن المسرحية استمرت أربع سنوات في لندن، وحطمت العديد من الأرقام القياسية المسرحية، ولعبت في نهاية المطاف أكثر من 2000 عرض وأصبحت واحدة من أكثر العروض شعبية التي نظمت في بريطانيا. تم ترجمته وإنتاجه في بلدان أخرى. هذا النجاح المسرحي ولد مبيعات ضخمة للرواية.
من خلال تقديم مفهوم «البطل ذو الهوية السرية» في الثقافة الشعبية، يعرض Scarlet Pimpernel خصائص من شأنها أن تصبح اتفاقيات خارقة قياسية، بما في ذلك الميل للتنكر، واستخدام سلاح التوقيع (السيف)، والقدرة على التفكير والتفوق على الخداع خصومه، وبطاقة اتصال (يترك وراءه قشرة قرمزية في كل تدخلاته). من خلال لفت الانتباه إلى الشخصية البديلة له (بلاكيني) يختبئ وراء وجهه العام باعتباره مستهتر بطيئ التفكير (مثل Bruce Wayne)، كما أنه ينشئ شبكة من المؤيدين، The League of the Scarlet Pimpernel، التي تساعد جهوده.
استمرت أورتشي في كتابة أكثر من اثني عشر سلسلة تميزت بالسير بيرسي بلاكيني وعائلته، والأعضاء الآخرين في رابطة القرمزي بيمبلنيل، الذي كان الأول، سأقوم بتسديده (1906)، الأكثر شعبية. آخر كتاب من نوع Pimpernel، مامزيل غيلوتين، نُشر عام 1940. لم تطابق أي من مسرحياتها الثلاث اللاحقة نجاح فيلم The Scarlet Pimpernel. كما كتبت قصص الغموض الشعبية والعديد من المغامرات الرومانسية. كانت السيدة ليدي مولي من سكوتلاند يارد مثالًا مبكرًا على المخبر الأنثى باعتباره الشخصية الرئيسية. ظهرت قصص المباحث الشهيرة الأخرى بعنوان «الرجل العجوز في الزاوية»، الذي استخدم المنطق بشكل أساسي لحل الجرائم.
روايات أورتشي كانت مفعمة بالحيوية، ميلودراما مهذبة وكانت تحبذ الخيال التاريخي. تقول الناقدة ماري كادوجان، «كتب أورتشي هي معمولة بعناية ولها طابع خاص». في كتابها (The Nest of the Sparrowhawk)(1909)، على سبيل المثال، يخدع الوصي الخبيث في بوريتان كينت الأثرياء ليتزوج من خلال تمويه نفسه كأمير فرنسي منفي. يقنع زوجة أخته الأرملة لتساعده في هذه المؤامرة، التي تشوه أحد أطفالها عن غير قصد وتجد الآخر قتيلاً على يد الشرير. على الرغم من أن هذه الرواية ليس لها صلة بـ The Scarlet Pimpernel بخلاف التأليف المشترك، إلا أن الناشر أعلنها كجزء منها.

## الحياة في وقت لاحق
كان عمل أورتشي ناجحًا لدرجة أنها تمكنت من شراء منزل في مونت كارلو، «فيلا بيجو» في 19 شارع دي لا كوستا، حيث قضت الحرب العالمية الثانية. لم تكن قادرة على العودة إلى لندن إلا بعد الحرب. توفيت مونتاجو بارستو في مونت كارلو في عام 1942. وكتبت مذكراتها بعنوان «روابط في سلسلة الحياة» (نشرت في عام 1947) عندما وجدت نفسها وحدها هناك وغير قادرة على السفر..
كانت لديها آراء سياسية قوية. كانت أورتشي مؤمنًة بشكل راسخ بتفوق الأرستقراطية، وكذلك كونها داعم للإمبريالية البريطانية والـعسكرية. خلال الحرب العالمية الأولى، شكلت أورتشي رابطة الخدمة النشطة للمرأة في إنجلترا، وهي منظمة غير رسمية تهدف إلى تشجيع النساء على إقناع الرجال بالتطوع للخدمة النشطة في القوات المسلحة.. كان هدفها هو تجنيد 100 ألف امرأة تتعهد «بإقناع كل رجل أعرفه بتقديم خدمته لبلده». انضمت حوالي 20 ألف امرأة إلى منظمتها. كانت أورتشي تعارض بشدة الاتحاد السوفيتي.
توفيت في هينلي أون تيمز، أوكسفوردشاير في 12 نوفمبر 1947.

## نطق الاسم
عند سؤالها عن كيفية نطق اسمها، أخبرت Orczy The Literary Digest: «Or-tsey. Emmuska - معناه الضئيل» إيما الصغيرة «- وهي مكتوبة في المقطع الأول، وهو ما يعادل sh باللغة الإنجليزية؛ وهكذا، EM-moosh-ka.»

## أعمالها
- Old Hungarian Fairy Tales (1895) مترجمة مع مونتاج بارستو
- The Enchanted Cat (1895) مترجمة مع مونتاج بارستو
- Fairyland's Beauty (1895) مترجمة مع مونتاج بارستو
- Uletka and the White Lizard (1895) مترجمة مع مونتاج بارستو

## الأفلام
- 1916: بو بروكيد (دير. توماس بنتلي)
- 1917: الضحك الفارس AV Bramble، إليوت ستانارد)
- 1919: The Pimpernel بعيد المنال (dir. موريس ايلى)
- 1923: سأرد (دير. هنري كولكر)
- 1928: عشاق (دير. فريد نيبلو)
- 1928: انتصار القرمزي البثرة (دير. ت. هايز هانتر)
- 1934: القرمزي البثرة (دير. هارولد يونغ)
- 1936: جاسوس نابليون (دير. موريس ايلى)
- 1937: شمعدانات الإمبراطور (دير. جورج فيتزموريس)
- 1937: عودة من القرمزي البثرة (دير. هانز شوارز)
- 1950: المنقار بعيد المنال (dir. مايكل باول، إيمريك بريسبرجر)
- 1982: القرمزي البثرة (دير. كلايف دونر)

## وصلات خارجية
- إيما أورتشي على موقع IMDb (الإنجليزية)
- إيما أورتشي على موقع الموسوعة البريطانية (الإنجليزية)
- إيما أورتشي على موقع ألو سيني (الفرنسية)
- إيما أورتشي على موقع ميوزك برينز (الإنجليزية)
- إيما أورتشي على موقع أول موفي (الإنجليزية)
- إيما أورتشي على موقع قاعدة بيانات برودواي على الإنترنت (الإنجليزية)
- إيما أورتشي على موقع قاعدة بيانات الأفلام السويدية (السويدية)
- إيما أورتشي على موقع قاعدة بيانات الفيلم (الإنجليزية)
- إيما أورتشي على موقع كينوبويسك (الروسية)